# Куранто
Кура́нто (из языка мапуче kurantu — исп. pedregal) — традиционный тысячелетний метод приготовления пищи на архипелаге Чилоэ в яме с использованием горячих камней, чьи старейшие археологические остатки относятся к 11 525 ± 90 лет некалиброванных лет назад, а также получаемое блюдо. Входит в чилийскую кухню, особенно традиционную кухню Чилоте, распространился по всей южной части Чили и Аргентинской Патагонии. В блюдо входят морепродукты, мясо, картофель и овощи.

## Описание

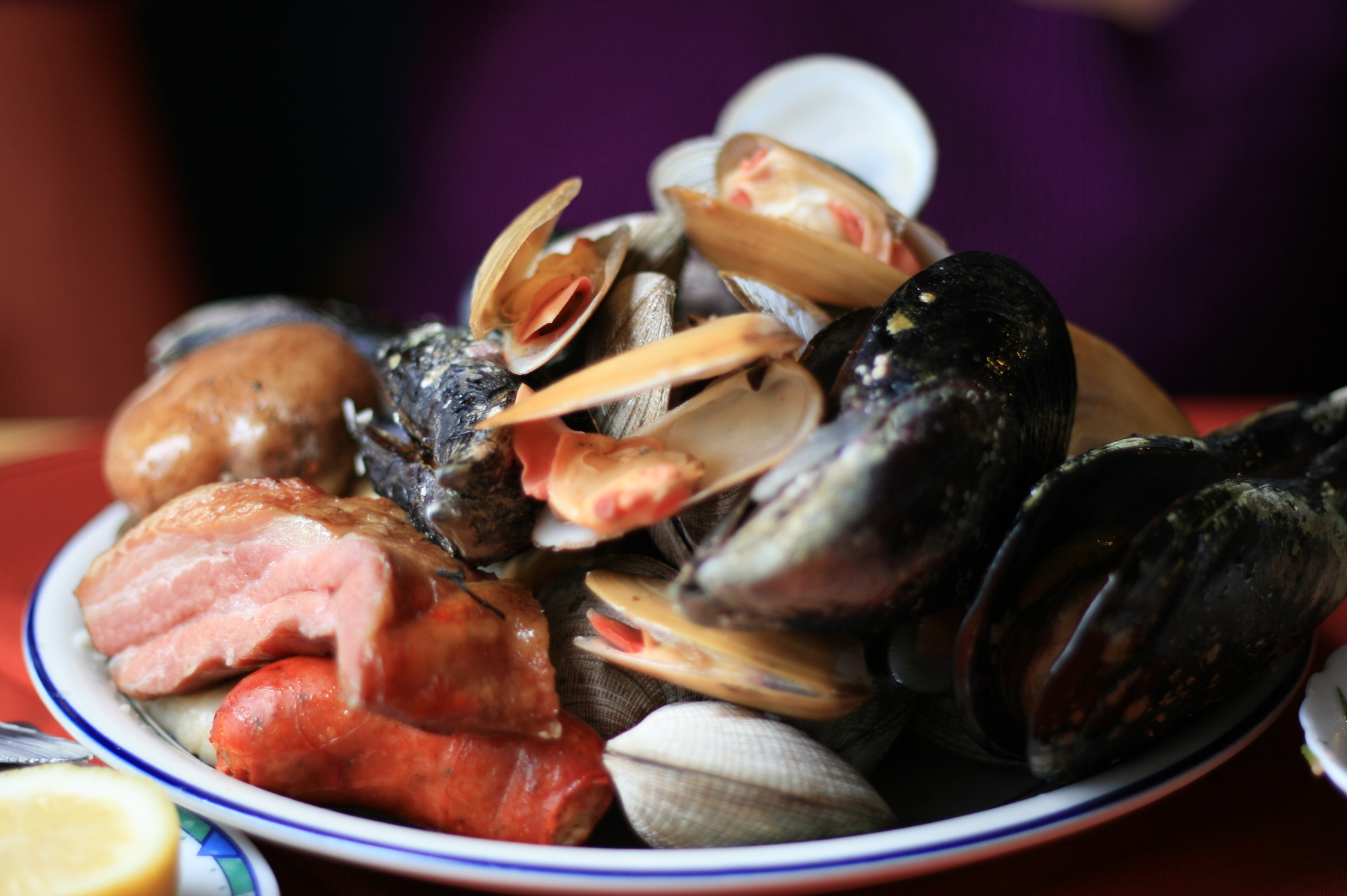
Куранто Чилоте

В блюда входят такие ингредиенты, как панцирные морепродукты, иногда различные виды рыбы, мясо, чилийская лонганиза, картофель, продукты из картофеля: милькао (картофельные оладьи) и чапалеле (картофельная клецка), фасоль и горох. Используемые морепродукты варьируются, но основными являются almejas (англ. clams, двустворчатые моллюски), cholgas (Aulacomya atra, ребристые мидии) и picorocos (Austromegabalanus psittacus, гигантские усоногие). В зависимости от места, при сохранении общего способа приготовления, могут существовать существенные различия в ингредиентах. Пропорции ингредиентов четко не фиксированы, основной принцип — должно быть все, но понемногу.
Традиционно в кухне Чилоэ куранто готовят на открытом воздухе в специально выкопанной яме около 1,5 метра глубиной. Дно ямы выстилают камнями, раскаленными в костре докрасна. Этот метод называется «curanto en hoyo» — куранто в яме. Каждый слой ингредиентов покрывают листьями pangue, или nalca (гуннера красильная — чилийский ревень), а в случае его отсутствия листьями фикуса или белокочанной капусты. В конце все накрывают влажными мешками, далее — землей и дёрном, что создает эффект гигантской скороварки, в которой продукты готовятся на пару и дыме; и так готовят около часа. Приготовление «куранто в яме» занимает много времени, что может стать целым социальным событием, особенно если учесть, что обычно требуется участие около 5 или более человек. В дополнение к яме, которую необходимо вырыть заранее, надо найти и вымыть камни небольшого размера, срезать листья pangue, подготовить морепродукты, милькао и чапалеле. Когда камни раскаляются, начинается сборка куранто. Чтобы камни не успели остыть, это необходимо делать быстро и скоординированно.
Другая форма приготовления называется «curanto en olla» — куранто в горшке, её готовят в горшке олла (большой керамический горшок для приготовления супа или стью)), который размещают над костром, грилем или в скороварке. Этот способ проще, кроме того накопившийся при приготовлении блюда бульон может подаваться в миске к куранто. В центральных регионах Чили эту разновидность куранто называют «pulmay», из-за сходства с одноимённым супом Чилоте.

## История
Считают, что этот способ приготовления пищи происходит с территорий расселения народности чоно, и что с прибытием южных народов и испанских конкистадоров в рецепте блюда появлялись новые ингредиенты, пока оно не приобрело вид современного куранто.

## Галерея

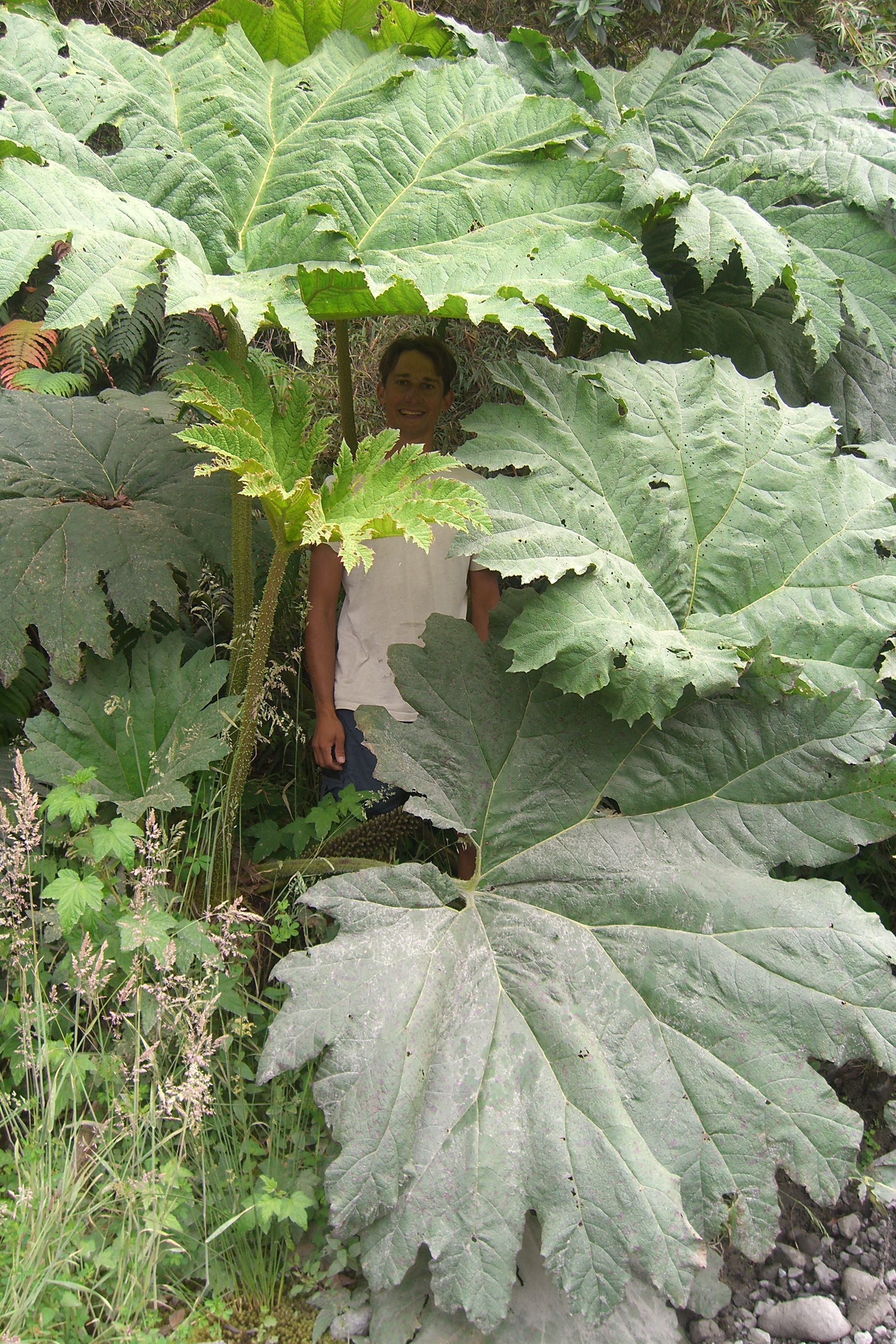
Гигантские листья гуннеры красильной.
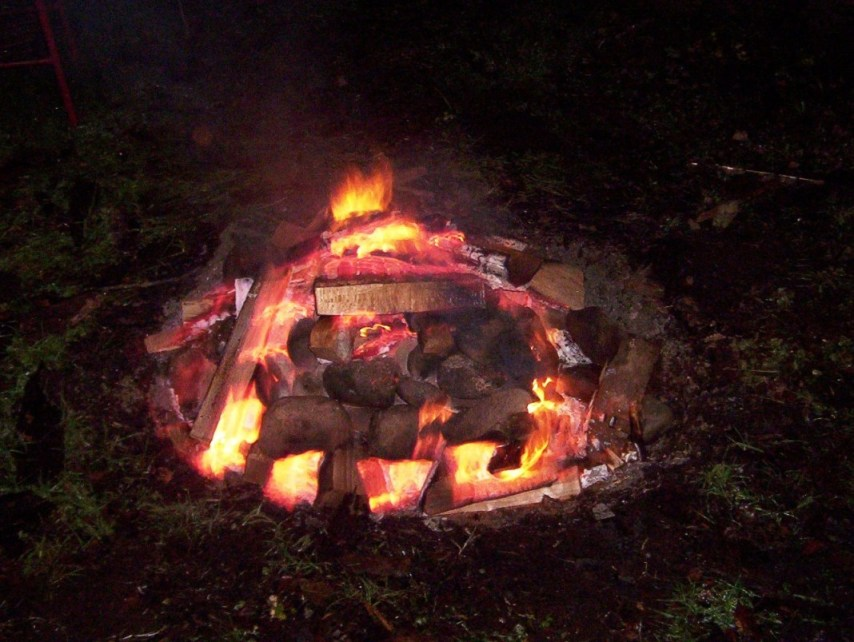
Нагревают камни.
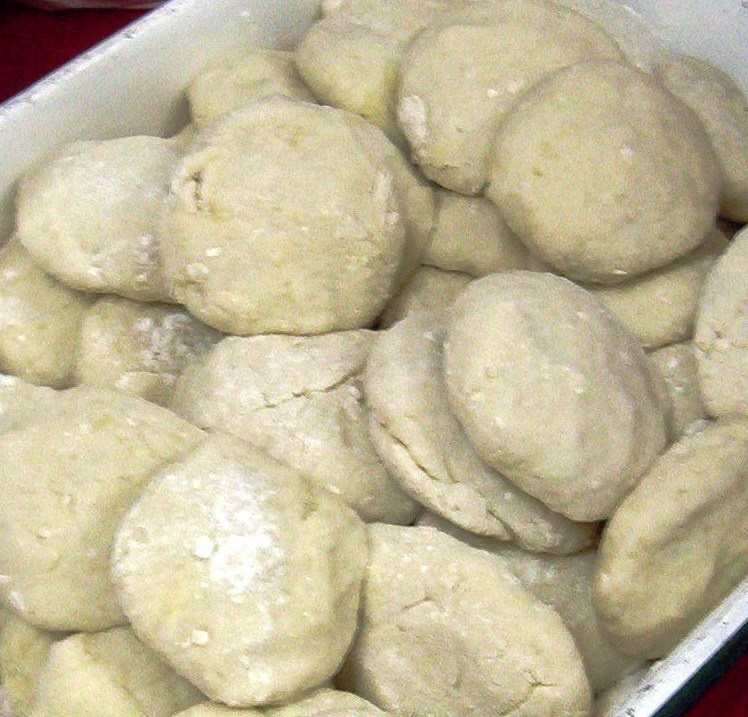
Чапалеле.
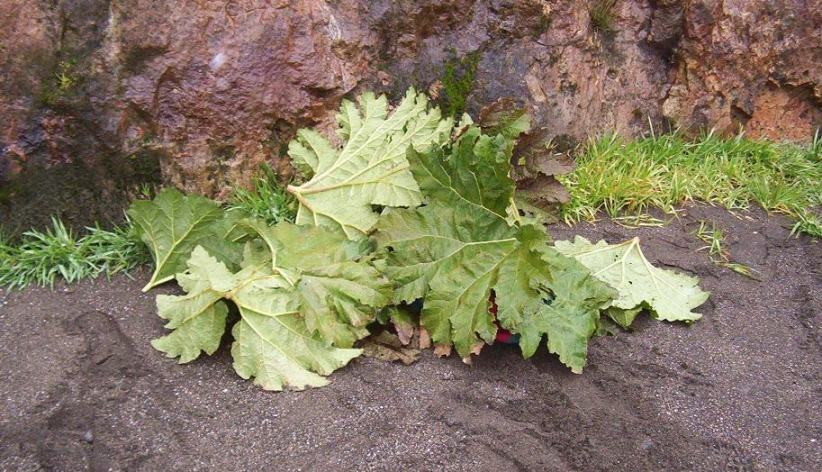
Листья гуннеры приготовлены.
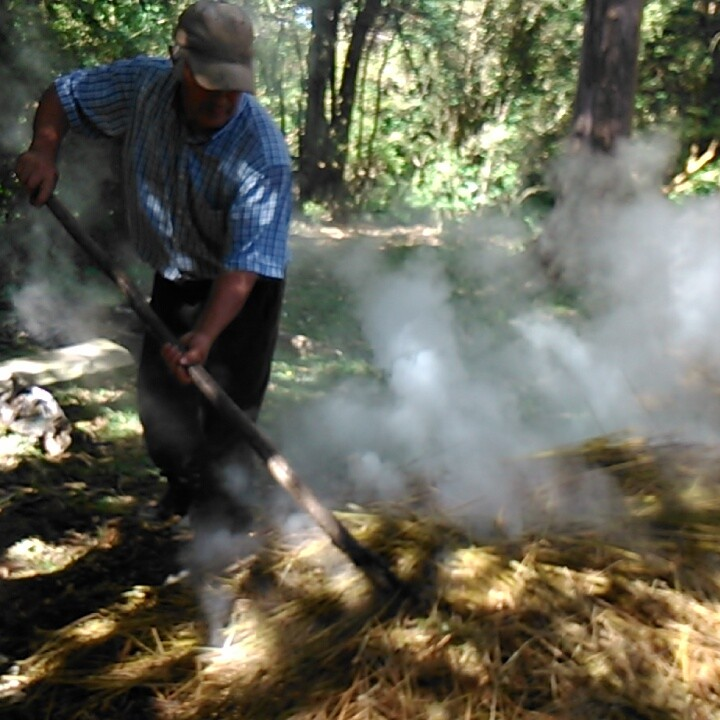
Куранто покрыт землей.
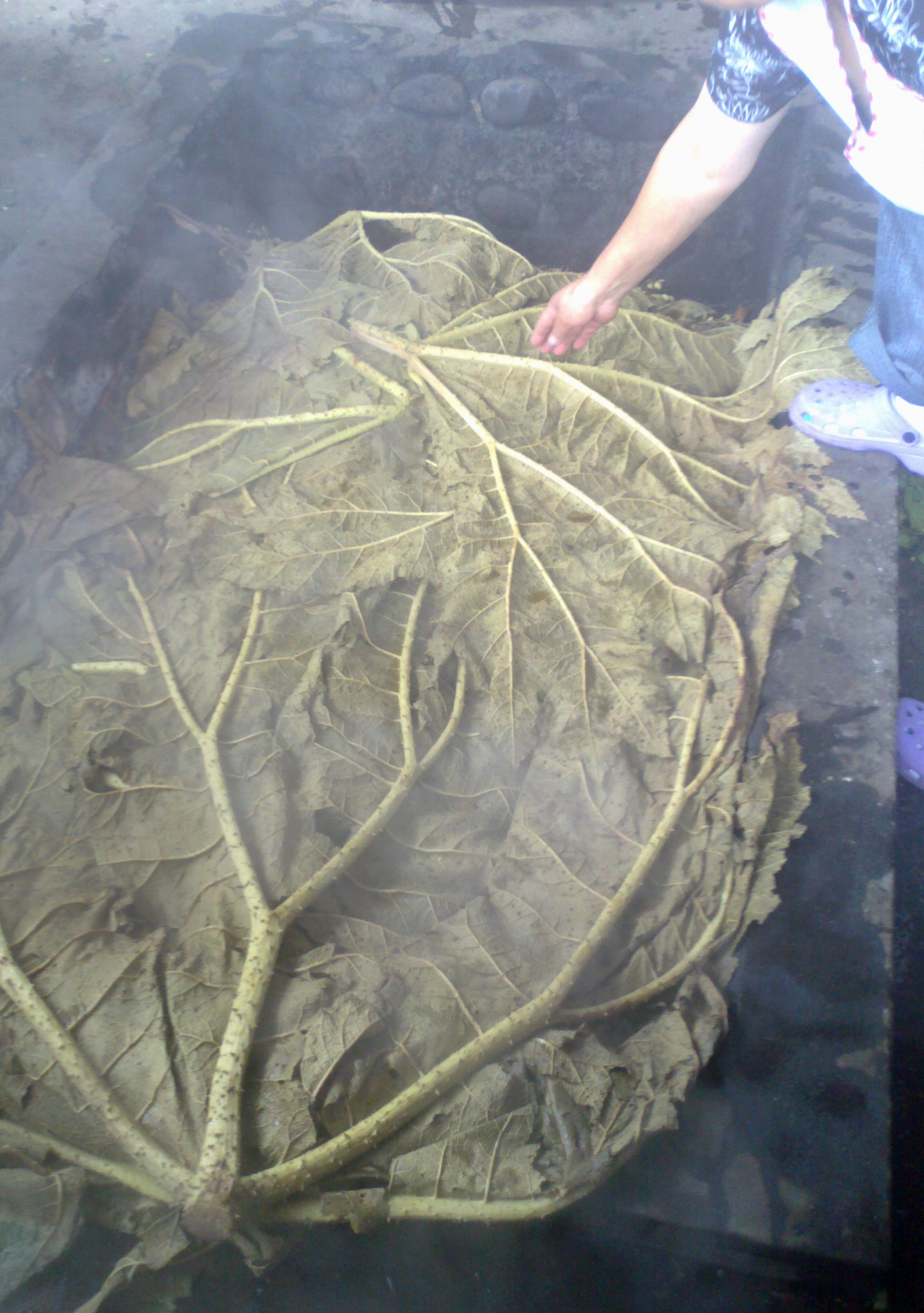
Куранто начинают раскрывать.
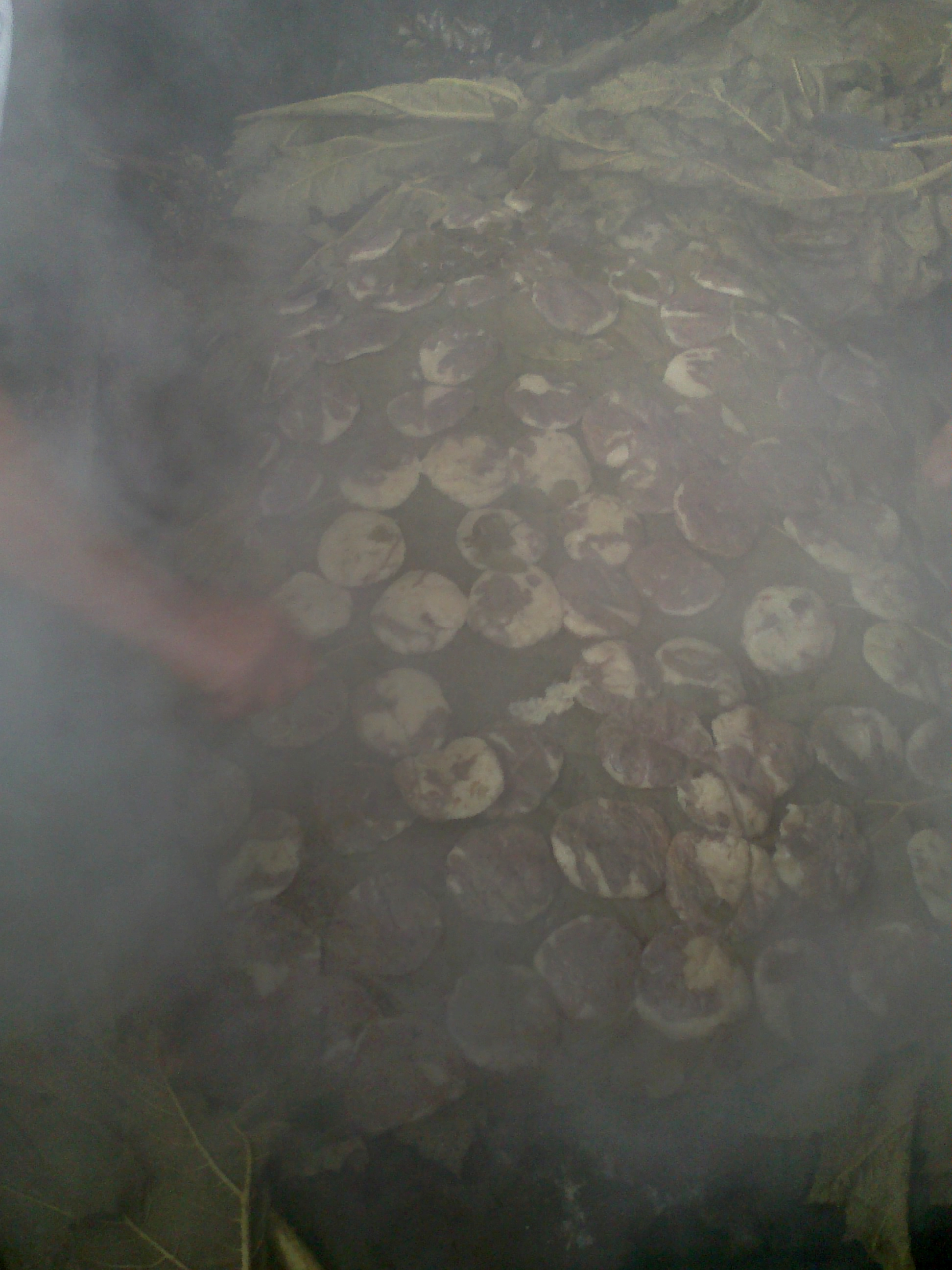
Вынимают каждый слой (чапалеле).
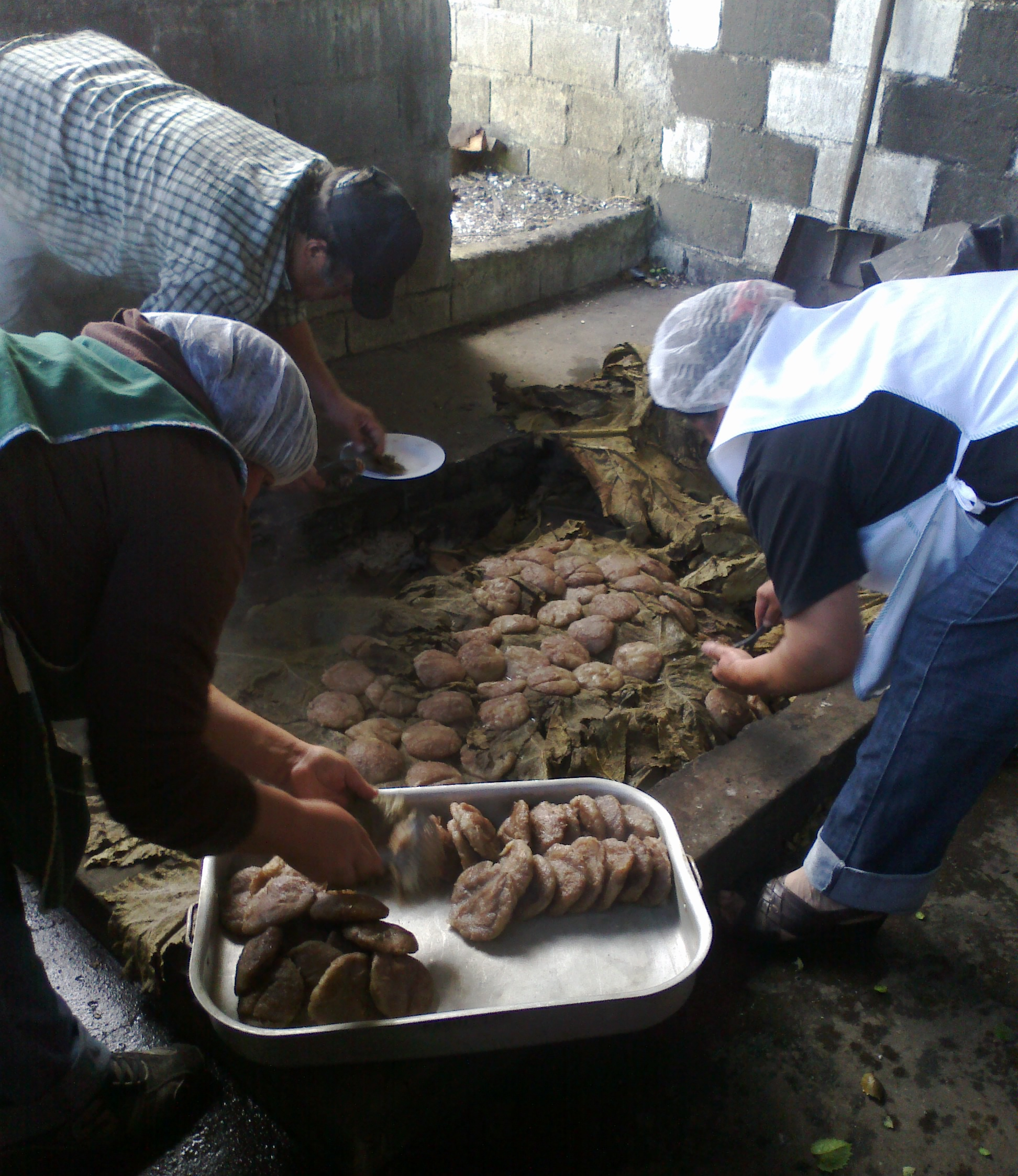
Милькао.
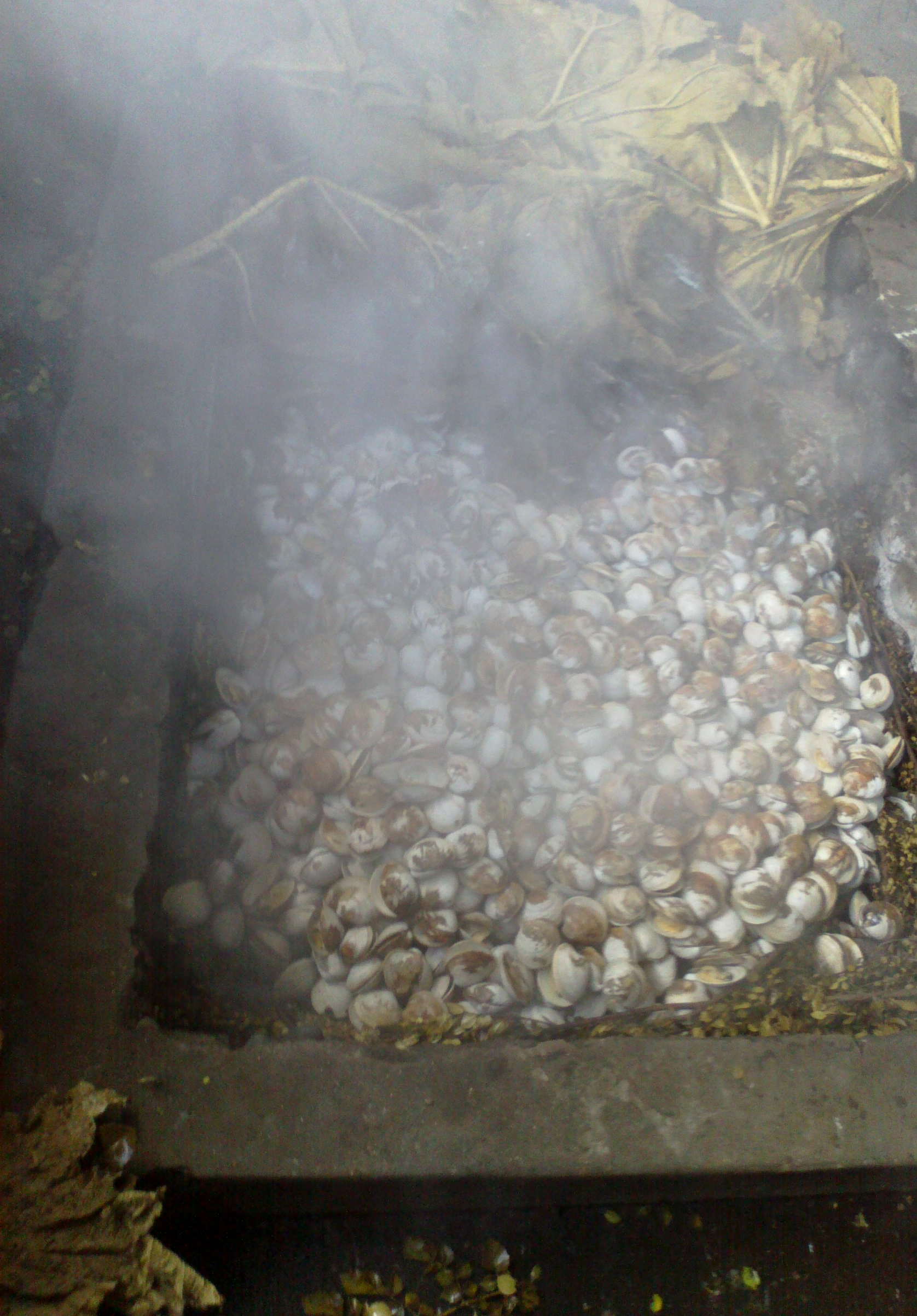
Последний слой, обычно из морепродуктов и мяса.